# Roy Rosselló
Roy Stephan Rosselló Diaz (Río Piedras, 1º de maio de 1970) é um cantor porto-riquenho, ex-integrante da extinta banda Menudo.

## Menudo
Aos 11 anos, Roy ingressa na escola livre de música, e aos 13 anos, em 1983, entra para o grupo Menudo, que foi um dos maiores fenômenos da música pop no mercado internacional. Juntamente com Ricky Martin, Robby Draco Rosa, Ray Reyes, Johnny Lozada, Ricky Melendez e Charlie Massó, Roy faz parte dessa formação que dura de 1983 a 1986.
O grupo participa de diversos seriados e programas de TV nos Estados Unidos, como Love Boat, The Morning Show, Solid Gold, Good Morning America, Show Train e canais como CBS, NBC e FOX. No Brasil, participa de diversos programas da rede SBT. O grupo faz comerciais para TV e cinema (Pepsi-Cola (EUA e México), Gravado nos estúdios Universal, McDonald's (EUA e México), Crest (EUA e Japão), Scop (EUA), entre outros. Também participa do mais importante Festival da Música Internacional, o Tókio Music Festival, no qual ganha o prêmio Ouro, e em 1984 é concidado ao Grammy Awards, para a entrega do prêmio pelo disco "Thriller", de Michael Jackson.
Com o Menudo, Roy Rosselló estrelou em oito álbuns que somam mais de 24 milhões de cópias vendidas no mundo todo, que levaram dez discos de platina. É também do grupo o recorde mundial de público, com 200 mil pessoas no Morumbi, no show de 16 de março de 1985 (Guinness Book of World Records). O grupo participa ainda do filme Cannon Ball Run 2, com Burt Reynolds, com o tema musical "Like a Cannonball".

## Carreira pós-banda
Em 1986, continua sua carreira solo no meio artístico. Realiza uma turnê de um ano nos Estados Unidos, participando de um filme como ator principal (Star of the Jungle) e apresentando o programa de televisão Frente Jovem no Brasil. Também fez por 11 anos uma dupla musical com sua esposa Marta Rhaulin, o Duo Roy e Rhaulin.
Após se formar em Produção de TV e Cinema pela Art Institute da Flórida, Roy volta a Porto Rico, onde trabalha com o pai como gerente de vendas e marketing em  projetos imobiliários, onde negocia apartamentos de alto padrão (vendendo imóveis luxuosos em Porto Rico para artistas famosos como Chayanne, entre outros).
Em 2007, juntamente com Gui Musselli e Angelino (Sapo), compõe as músicas "Dame Tu Corazón", "Historia de Amor" e "Pais del Samba y Futebol". Na primeira fase, faz lançamento no Brasil, Portugal, Espanha e, na segunda etapa, países da América Latina. Em 2010, participou da gravação da música “Volver a Empezar”, de Julio Iglesias, para a trilha sonora da telenovela Ti Ti Ti, da Rede Globo.
Morou na cidade de Las Vegas onde trabalhou com TV de canal a cabo, morou em Porto Alegre, onde foi proprietário de uma lanchonete com sua ex esposa, a brasileira Patricia Avila, ex-miss Rio Grande do Sul.

## Vida Pessoal
Em 1986, Roy conheceu a cantora Mara Maravilha e, no mesmo ano, começaram a namorar.
Em 1987, eles entraram em regime de união estável nos Estados Unidos e foram morar juntos numa casa que ele tinha em Nova York. Neste mesmo ano, Mara engravidou de Roy, mas sofreu um aborto espontâneo com um mês de gravidez, o que a deixou muito mal. A relação do casal acabou no início de 1988, devido às crises de ciúmes de Mara, que vivia acusando o Roy de traí-la, e das desconfianças de Roy, que queria que Mara parasse de cantar, já que era muito ciumento e controlador. o que fez a relação terminar. Na época ela teve conhecimento dos abusos sexuais que ele sofreu, que foram cometidos pelo empresário do grupo.

Roy tem cinco filhos com cinco mulheres diferentes. Bianca, Roy Jr., Guillermo, Enrico e Sophia.

## A Fazenda
Em 2014, o ex-Menudo integra o elenco da sétima edição do reality show A Fazenda, da Rede Record. Em depoimento no reality, ele disse ter sido vítima de pedofilia pelo empresário do grupo Menudo, o que causou uma certa polêmica. Em 16 de outubro de 2014, Roy foi o 3º eliminado, ao receber menos votos favoráveis que seu concorrente na Roça, o modelo carioca Marlos Cruz. Em 2017, dá uma entrevista exclusiva para o jornalista Roberto Cabrini, no Conexão Repórter do SBT.

## Prisão
No dia 23 de setembro de 2014, Roy teve a prisão decretada por falta de pagamento de pensão alimentícia, deixando a sede de A Fazenda 7 dois dias depois, sendo levado a uma delegacia em Itu para prestar depoimento. Retornou ao reality, no mesmo dia, após o pagamento da pensão alimentícia.